# 田園都市づくり協議会
田園都市づくり協議会（でんえんとしづくりきょうぎかい）は埼玉県北東部（利根地域南部）のまちづくり協議会である。

## 概要
田園都市づくり協議会は久喜市・蓮田市・幸手市・南埼玉郡宮代町・南埼玉郡白岡町・南埼玉郡菖蒲町・北葛飾郡栗橋町・北葛飾郡鷲宮町・北葛飾郡杉戸町の3市6町で開始され、久喜市・南埼玉郡菖蒲町・北葛飾郡栗橋町・北葛飾郡鷲宮町の1市3町による新設合併（平成の大合併）、南埼玉郡白岡町の市制を経て現在は久喜市・蓮田市・幸手市・白岡市・南埼玉郡宮代町・北葛飾郡杉戸町の4市2町となり、今日では主に公共施設の相互利用や災害時の相互応援を目的として運営されている。公共施設の相互利用は1998年（平成10年）より開始されており、災害時の相互応援に関しては「災害時における相互応援に関する協定書」が関連市町の間で取り交わされている。また過去には介護保険制度に関し、その広域化ついて田園都市づくり協議会において検討されたこともある。この他、平成の大合併の際に田園都市づくり協議会の構成自治体を合併させ、人口約40万人・214.45㎢の中核市の成立を目指す動きもあった。

## 対象地域
- 久喜市
- 幸手市
- 蓮田市
- 白岡市
- 南埼玉郡宮代町
- 北葛飾郡杉戸町

## 事務局所在地
- 〒346-8501
- 埼玉県久喜市下早見85-3 - 久喜市役所本庁舎　総務部企画政策課内[7]